# Гамбарян Карлен Амаякович
Карлен Амаякович Гамбарян (17 лютого 1927, місто Каракліс, тепер Ванадзор, Вірменія — ?) — вірменський радянський діяч, секретар ЦК КП Вірменії, заступник голови Ради міністрів Вірменської РСР. Депутат Верховної ради Вірменської РСР 5—11-го скликань.

## Життєпис
Навчався в Єреванському державному університеті. Член ВКП(б) з 1946 року.
У 1950 році закінчив механіко-машинобудівний факультет Єреванського політехнічного інституту імені Карла Маркса.
З 1950 по 1955 рік працював на Єреванському електротехнічному заводі.
З 1955 року — 1-й секретар Орджонікідзевського районного комітету КП Вірменії міста Єревана.
У 1958 році закінчив Вищу партійну школу при ЦК КПРС.
У 1958—1959 роках — в апараті ЦК КП Вірменії.
У 1959—1961 роках — 1-й секретар Разданського районного комітету КП Вірменії.
У 1961—1975 роках — завідувач відділу промисловості і транспорту ЦК КП Вірменії.
Одночасно в 1963—1964 роках — заступник голови Бюро ЦК КП Вірменії з керівництва промисловістю і будівництвом.
4 липня 1975 — 30 січня 1981 року — заступник голови Ради міністрів Вірменської РСР.
24 січня 1981 — 17 січня 1989 року — секретар ЦК КП Вірменії та, одночасно (до 9 грудня 1985 року), завідувач відділу будівництва і міського господарства ЦК КП Вірменії.
Подальша доля невідома.

## Нагороди
- чотири ордени Трудового Червоного Прапора
- медалі
- Заслужений машинобудівник Вірменської РСР (1977)